# Catherine Théot
Catherine Théot, född 1716, död 1794, var ett franskt medium, mystiker och visionär. Hon förutsade den franska revolutionen och sade sig vara Guds Moder. Hon blev som sådan centralgestalt för en mystisk riktning, theotisterna. 
Catherine Theot var tjänsteflicka i ett kloster i Paris. Hon ska redan som ung ha haft hallucinationer, och då hon år 1779 förklarade sig vara den nya Eva, den framtida Guds Moder, blev hon fängslad i Bastiljen, och sedan på La Salpêtrière. Hon frigavs 1782 och blev då ett professionellt medium med kunder hos adeln och centralgestalt för en sekt. Under franska revolutionen betraktade theotisterna Maximilien de Robespierre som en förlösare. Detta användes av Robespierres kritiker, som lät arrestera Theot och hennes sekt. Anklagelsen var att Catherine Theot var en utländsk agent och att theotisterna var reaktionära konspiratörer, men den var i själva verket en metod för att kritisera Robespierres tro på "Det Högsta Väsendet". Theotisterna frikändes från anklagelserna, men Catherine Theot själv avled i fängelset innan domen hade avklarats.